# 马耳他地区
马耳他划分为6个地区。马耳他只有两级政府，即中央政府和68个市镇级别的地方政府。在地区层次上并没有自治管理的政府机构。68个市镇组合为6个地区，地区仅是行政领土上的实体。
1993年根据地方议会法设立了最初的3个地区，并在2001年整合至宪法里。据2009年的一条法律，两个地区被分拆，马耳他共划分为5个地区。2019年新法重组了划分方式，设立了6个地区，并在2021年11月起实行。
每个地区设有地区委员会（Kunsill Reġjonali），由区长、副区长、执行秘书及10至12名成员组成。

## 职责
根据法律，地区委员会的职责包括发布废物管理服务的招标，执行社会影响评估，为市镇议会提供各领域的专业援助，协调各政府机构，以及制定有关财务和人力资源需求的年度工作计划。

## 列表

戈佐地区
北部地区
东部地区
港口地区
西部地区
南部地区

| 盾徽 | 地区     | 区府                  | 最大市镇          | 面积                     | 人口数量         | 人口密度                  | 设立年份 |
| ---- | -------- | --------------------- | ----------------- | ------------------------ | ---------------- | ------------------------- | -------- |
|      | 东部地区 | 聖季萬 (不在本地区内) | 比爾基卡拉        | 20.3 km2（7.8 sq mi）    | 115,908 (2021年) | 5,710/km2（14,800/sq mi） | 2021     |
|      | 戈佐地区 | 维多利亚              | 维多利亚          | 67 km2（26 sq mi）       | 34,563 (2020年)  | 516/km2（1,340/sq mi）    | 1993     |
|      | 北部地区 | 聖保羅灣城            | 聖保羅灣城        | 82.07 km2（31.69 sq mi） | 118,588 (2020年) | 910/km2（2,400/sq mi）    | 2009     |
|      | 港口地区 | 塔爾欣                | 扎巴爾            | 15.75 km2（6.08 sq mi）  | 69,880 (2020年)  | 4,437/km2（11,490/sq mi） | 2021     |
|      | 南部地区 | 戈尔米                | 戈尔米            | 78.9 km2（30.5 sq mi）   | 106,593 (2021年) | 1,258/km2（3,260/sq mi）  | 2009     |
|      | 西部地区 | 马尔萨 (不在本地区内) | 澤布季 (馬爾他島) | 83.2 km2（32.1 sq mi）   | 59,287 (2020年)  | 713/km2（1,850/sq mi）    | 2021     |